# NGC 865
NGC 865 (również PGC 8678 lub UGC 1747) – galaktyka spiralna (S?), znajdująca się w gwiazdozbiorze Trójkąta. Odkrył ją Édouard Jean-Marie Stephan 9 września 1871 roku.